# Grottole
Grottole (Iëròttëlë in dialetto locale) è un comune italiano di 1 949 abitanti della provincia di Matera in Basilicata.

## Geografia fisica

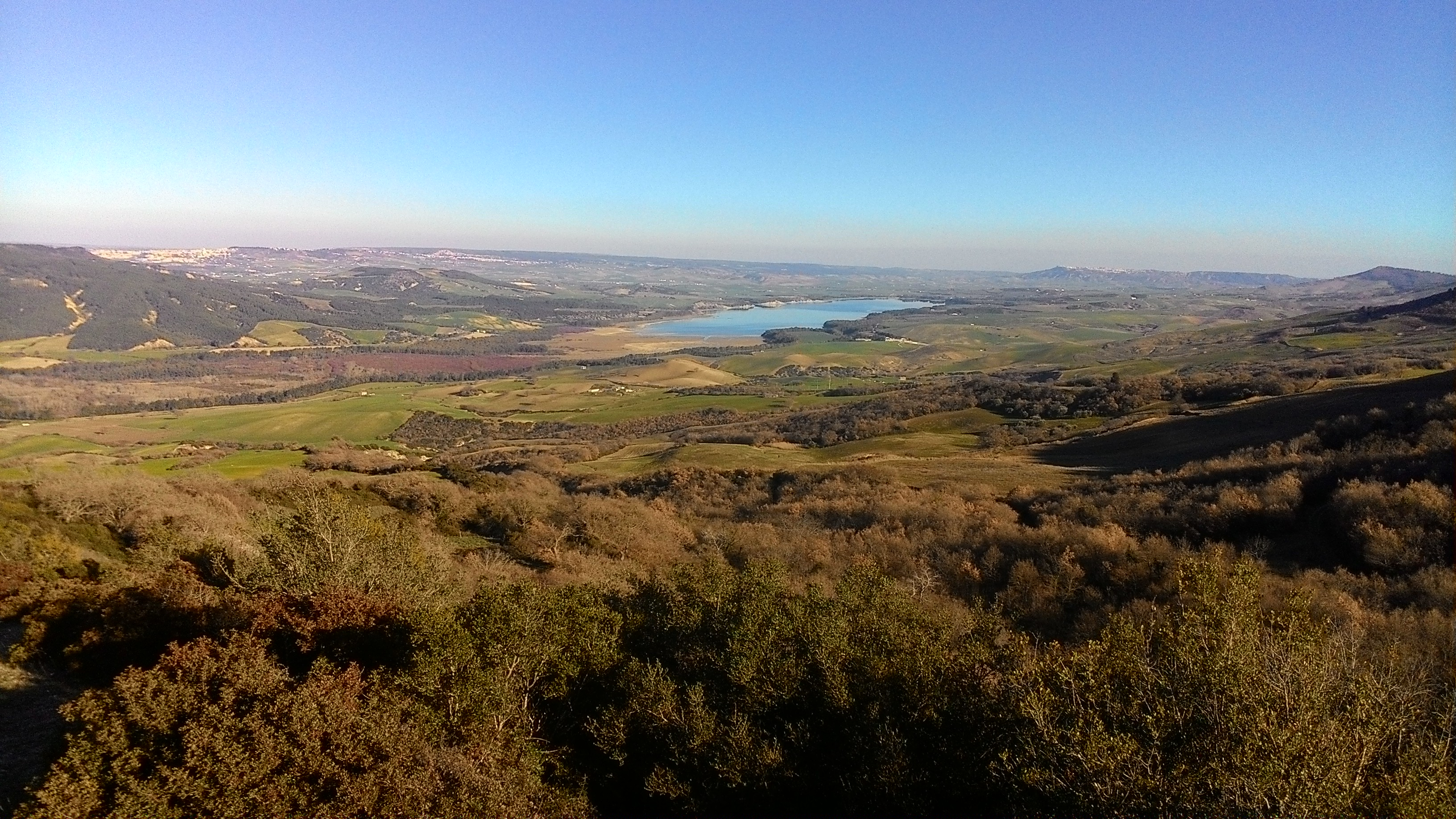
Bosco Coste (Grottole)

### Territorio
Con un territorio esteso circa 11.000 ettari, Grottole è situata tra due fiumi: il Basento ed il Bradano, nel quale confluiscono due grossi ruscelli denominati Rovivo e Bilioso. Parte del suo territorio rientra nella Riserva regionale San Giuliano. Lungo il versante che si affaccia sulla valle del Bradano si estende un'area boschiva denominata bosco Le Coste. Il centro abitato si trova ad un'altitudine di 482 m s.l.m. nella parte nord-orientale della provincia di Matera. ed il suo territorio confina a nord con i comuni di Irsina (31 km) e Gravina di Puglia (BA) (42 km), ad est nord-est con Matera (32 km), a sud-est con Miglionico (13 km), a sud con Salandra (19 km) e Ferrandina (23 km) e ad ovest con Grassano (12 km) e Tricarico (29 km).
- Classificazione sismica: zona 3 (sismicità bassa)[5], Ordinanza PCM n. 3274 del 20/03/2003

### Clima
La stazione meteorologica più vicina è quella di Matera. Secondo i dati medi del trentennio 1961-1990, la temperatura media del mese più freddo, gennaio, si attesta a +6,0 °C, mentre quella del mese più caldo, agosto, è di +25,1 °C.
| Matera             | Mesi | Mesi | Mesi | Mesi | Mesi | Mesi | Mesi | Mesi | Mesi | Mesi | Mesi | Mesi | Stagioni | Stagioni | Stagioni | Stagioni | Anno |
| Matera             | Gen  | Feb  | Mar  | Apr  | Mag  | Giu  | Lug  | Ago  | Set  | Ott  | Nov  | Dic  | Inv      | Pri      | Est      | Aut      | Anno |
| ------------------ | ---- | ---- | ---- | ---- | ---- | ---- | ---- | ---- | ---- | ---- | ---- | ---- | -------- | -------- | -------- | -------- | ---- |
| T. max. media (°C) | 9,1  | 10,2 | 12,8 | 17,1 | 21,9 | 27,2 | 30,5 | 31,3 | 26,7 | 20,3 | 15,1 | 11,6 | 10,3     | 17,3     | 29,7     | 20,7     | 19,5 |
| T. min. media (°C) | 2,9  | 2,9  | 5,1  | 8,0  | 11,7 | 15,8 | 18,4 | 19,0 | 16,0 | 11,7 | 8,3  | 5,2  | 3,7      | 8,3      | 17,7     | 12,0     | 10,4 |

- Classificazione climatica di Grottole[7]:
  - Zona climatica D;
  - Gradi giorno 1787.

## Storia
(Dal romanzo «Mille anni che sto qui» di Mariolina Venezia)
Grottole ha origini remote tanto da essere uno dei centri più antichi della regione. I ritrovamenti di insediamenti preistorici, greci e romani sono una precisa testimonianza in tal senso.
Il toponimo potrebbe derivare dal greco Kruptai, luoghi nascosti, e dal latino cryptulae ossia grotticelle, locali adibiti alla lavorazione dell'argilla, arte per la quale Grottole è rimasta famosa nei secoli.
In epoca magno-greca, Grottole faceva parte della VII regione metapontina, colonizzata dai Greci a partire dall'VIII secolo a.C.
Fu fortificata dai Longobardi, dai quali riuscì a sottrarsi intorno all'anno 1000. Nel 1042, in epoca normanna, il feudo di Grottole passò sotto il dominio di Guglielmo Braccio di Ferro, e successivamente passò a Roberto il Guiscardo e poi ai conti Loffredo di Matera. Nel corso dei secoli il feudo di Grottole fu conteso da diverse Signorie. Carlo I D'Angiò l'assegnò a Ruggero di Lauro, conte di Tricarico, il quale aveva appoggiato la conquista angioina, e da questi passò ai Monteforte ed agli Orsini Del Balzo. Agli inizi del Cinquecento era un possedimento della famiglia Gaetani Dell'Aquila d'Aragona. Nel 1534 passò sotto il dominio dei marchesi Sanchez De Luna d'Aragona, i tesorieri del Regno di Napoli, mentre nel secolo successivo si susseguirono i Caracciolo, gli Spinelli di San Giorgio, fino al 1738 quando passò ai Sanseverino di Bisignano per matrimonio. Dopo il 1806 con la legge eversiva della feudalità i beni vennero divisi tra i discendenti dei Sanseverino e D. Rosa Miracco, una figlia naturale di Luigi Sanseverino 13º Principe di Bisignano, da sempre molto legato al feudo di Grottole.
Solo nel 1874 Grottole si liberò dell'ultimo feudatario Principe Sanseverino.
Il territorio comunale (l'antica universitas come venivano chiamati un tempo i comuni) era suddiviso in contrade.

### Simboli
Lo stemma di Grottole è stato riconosciuto con decreto del capo del governo del 2 giugno 1929.
Vi sono raffigurate due grotte di roccia: sopra quella di destra è piantata una quercia; sopra l'altra, una torre di mattoni merlata con una bandiera rossa infissa tra il primo e il secondo piano.
Il gonfalone è un drappo di azzurro.

## Monumenti e luoghi d'interesse

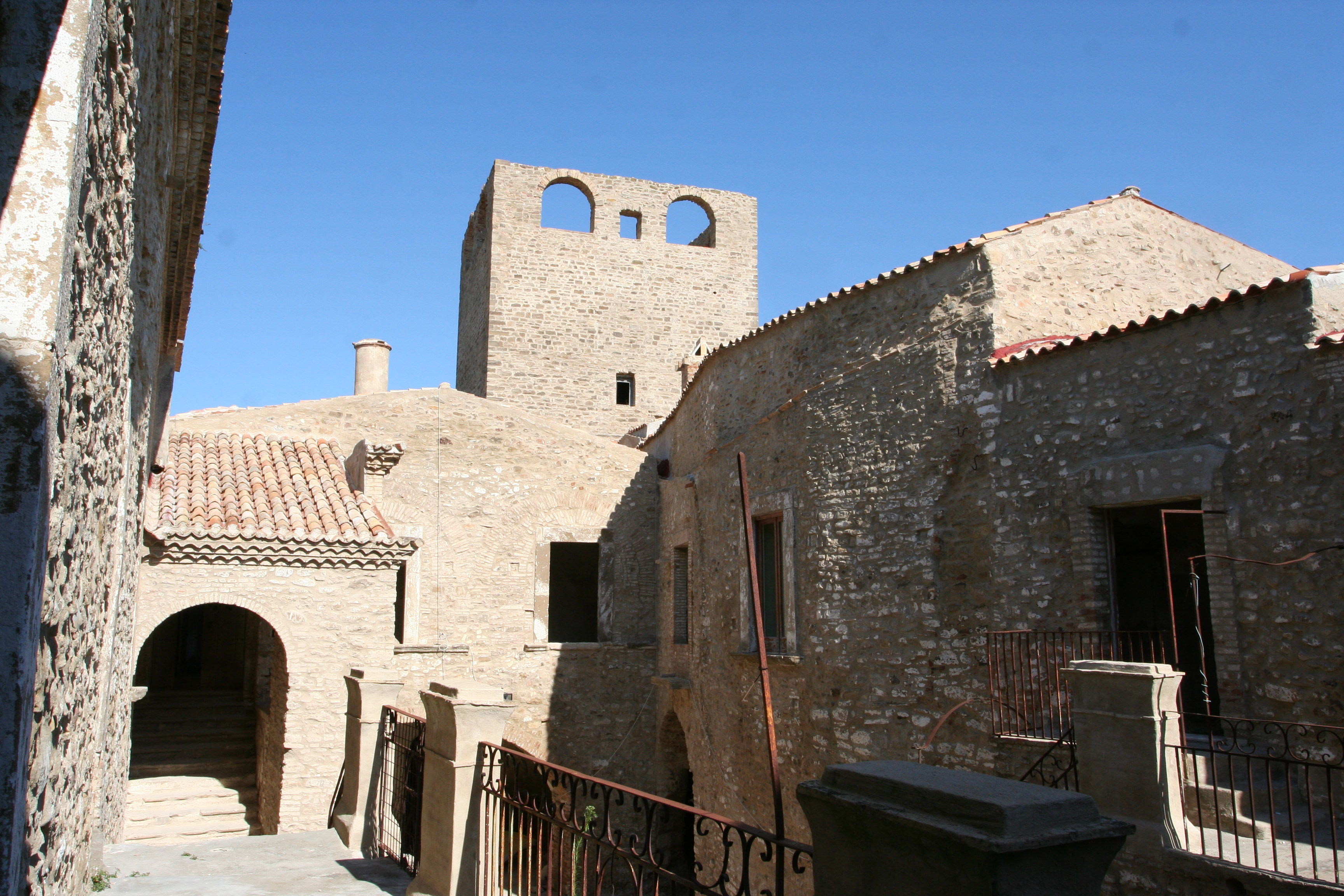
Castello di Sichinolfo (851 d.C.)

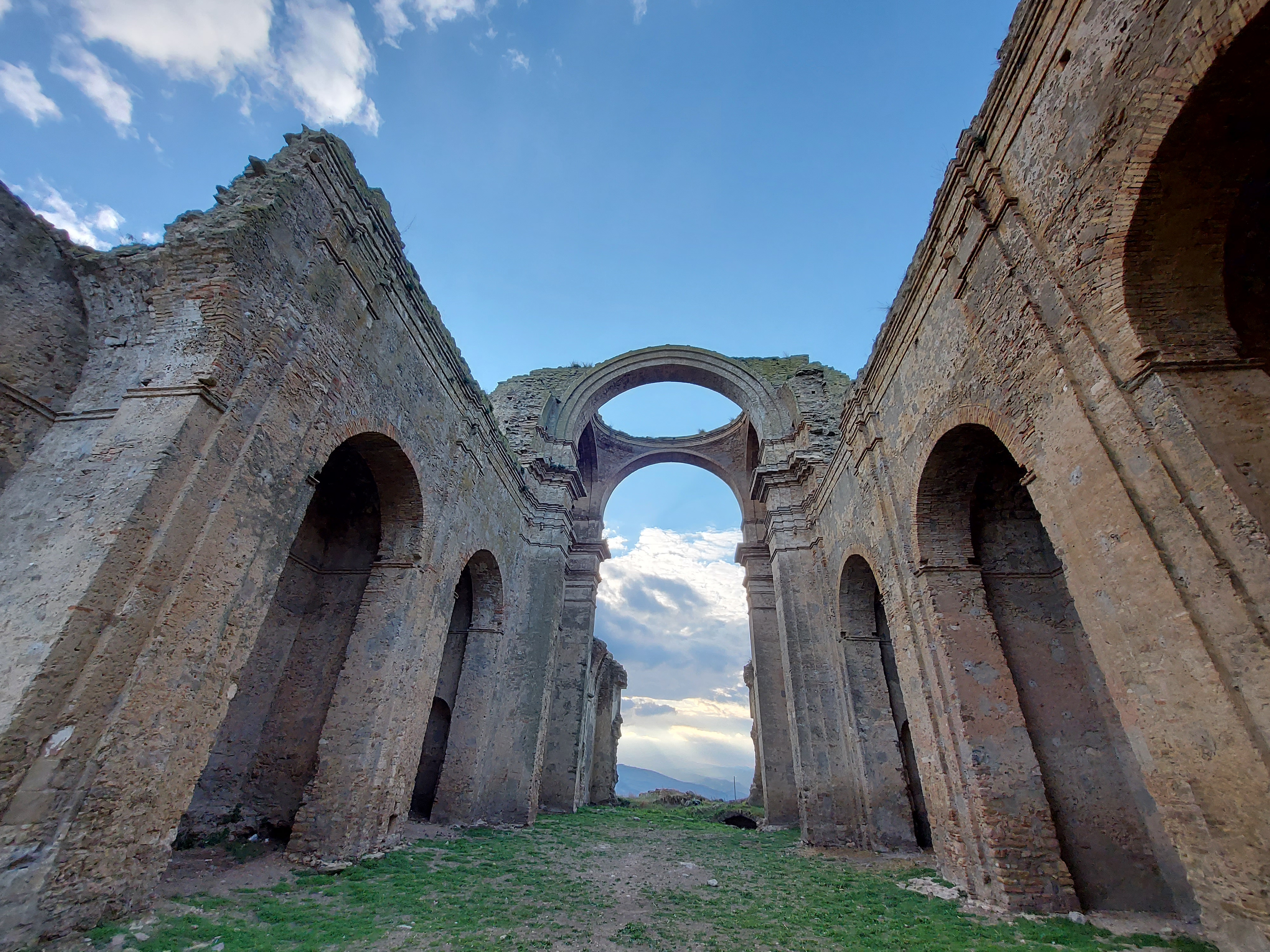
Grottole, Chiesa Diruta

### Architetture religiose
- Chiesa Madre di Santa Maria Maggiore, con annesso l'ex convento dei frati domenicani. Al suo interno contiene altari lignei, la cantoria ed il coro del Settecento, oltre a numerose tele e statue. Pregevole una statua in pietra raffigurante una Madonna con Bambino, di scuola lucana.
- Chiesa di San Rocco, già detta di Santa Maria la Grotta. Il culto nei confronti del santo pellegrino francese prese piede dopo la peste del 1655. L'interno è composto da tre navate. Nella navata maggiore è conservato un prezioso ed enorme polittico dell'artista Pietro Antonio Ferro, risalente al XVII secolo, raffigurante le Sette opere di misericordia corporale. Nella navata di sinistra, l'unica abbellita con stucchi, vi è l'altare di San Rocco e l'altare della Madonna dell'Assunta.
- Santuario di Sant'Antonio Abate, risalente alla fine del Trecento, fu edificato per volere della regina Giovanna. Si trova situato sulla sommità dell'altopiano di Altojanni, poco distante dai resti archeologici dello scomparso centro abitato. È meta di pellegrinaggio il giorno 17 gennaio, festa liturgica del santo egiziano, nonché la domenica di Pentecoste e il lunedì e martedì successivi.
- Chiesa dei frati Cappuccini.
- Chiesa dei Santi Luca e Giuliano, conosciuta anche come Chiesa Diruta.[11]

### Architetture militari
- Castello Sichinulfo, posto sulla collinetta della Motta, distaccata dal centro abitato. Si vuole edificato nell'851 dal principe longobardo Sichinolfo di Salerno. Presenta una torre centrale, a base quadrata, e numerosi ambienti attigui che formano il corpo vero e proprio del palazzo. Agli inizi dell'Ottocento, prima cioè del cambio di destinazione d'uso dell'immobile, la struttura era composta da 13 vani soprani, 6 sottani, la stalla e la cantina. Di grande pregio è un grande camino, posto in prossimità della torre, abbellito di stucchi.
- Ruderi della Torre di Altojanni, posti a circa 12 chilometri di distanza dal paese, nelle vicinanze del santuario di Sant'Antonio abate. Si tratta di una vera e propria città medioevale, che scomparve, per cause ignote, probabilmente già nel XV secolo. Sono visibili i resti di una costruzione difensiva, di una chiesa e di numerose fosse usate per la conservazione delle derrate alimentari.

### Aree naturali
- Riserva regionale San Giuliano

## Società

### Evoluzione demografica
Abitanti censiti

### Etnie e minoranze straniere
Sebbene i valori siano ancora molto lontani dalla media italiana, gli stranieri regolari nel 2007 sono 29, pari al 1,15% della popolazione grottolese.

## Economia

### Artigianato
Tra le attività più tradizionali e rinomate vi sono quelle artigianali, legate alla cultura contadina e pastorale. Queste attività, ben lungi dallo scomparire stanno invece rifiorendo, e si distinguono per l'arte della ceramica, della porcellana e della terracotta.

## Infrastrutture e trasporti

### Strade
- Strada statale 7 Via Appia
- Strada statale 407 Basentana

### Ferrovie
- Stazione di Salandra-Grottole, sulla ferrovia Battipaglia-Potenza-Metaponto

## Amministrazione
| Periodo | Periodo   | Primo cittadino            | Partito                            | Carica      | Note |
| ------- | --------- | -------------------------- | ---------------------------------- | ----------- | ---- |
| 1992    | 1993      | Michelangelo De Filippis   | -                                  | Comm. pref. |      |
| 1993    | 1994      | Giulio Giovanni Cocca      | Democrazia Cristiana               | sindaco     |      |
| 1994    | 1994      | Francesco Lagana'          | -                                  | Comm. pref. |      |
| 1994    | 1998      | Arcangelo Amato            | Partito Democratico della Sinistra | sindaco     |      |
| 1998    | 2002      | Arcangelo Amato            | L'Ulivo                            | sindaco     |      |
| 2002    | 2007      | Angelo De Vito             | centro-sinistra                    | sindaco     |      |
| 2007    | 2011      | Angelo De Vito             | centro-sinistra                    | sindaco     |      |
| 2007    | 2007      | Rosalia Ermelinda Camerini | -                                  | Comm. pref. |      |
| 2011    | 2016      | Francesco De Giacomo       | centro-sinistra                    | sindaco     |      |
| 2016    | 2020      | Francesco De Giacomo       | centro-sinistra                    | sindaco     |      |
| 2020    | 2020      | Emilia Felicita Capolongo  | -                                  | Comm. pref. |      |
| 2020    | in carica | Angelo De Vito             | Lista civica Il Bene in Comune     | sindaco     |      |